# София Мария Маргарета фон Золмс-Барут-Вилденфелс
София Мария Маргарета фон Золмс-Барут-Вилденфелс (на немски: Sophie Maria Margarethe zu Solms-Baruth-Wildenfels, * 5 март 1626 в Зоневалде; † 6 април 1688 в Кулмбах) е графиня от Золмс в Барут и Вилденфелс и чрез женитби маркграфиня на Шьонбург-Лихтенщайн и неуправляваща маркграфиня на княжество Бранденбург-Байройт-Кулмбах.
Тя е втората дъщеря на граф Йохан Георг II фон Золмс-Барут (1591 – 1632) и съпругата му графиня Анна Мария фон Ербах-Фюрстенау (1603 – 1663), дъщеря на граф Фридрих Магнус фон Ербах и графиня Йохана Хенриета фон Йотинген-Йотинген.

## Фамилия
София Мария Маргарета се омъжва за фрайхер Георг Ернст фон Шьонбург-Лихтенщайн (* 13 март 1601, Лихтенщайн; † 23 март 1664, Лихтенщайн, Саксония), вдовец от 17 декември 1648 г., син на Файт III фон Шьонбург-Лихтенщайн (1563 – 1622) и втората му съпруга Катарина фон Еверщайн-Масов (1579 – 1617). Тя е втората му съпруга. Те нямат деца.
София Мария Маргарета се омъжва втори път 11 ноември 1665 г. в Колдиц за маркграф Георг Албрехт фон Бранденбург-Байройт-Кулмбах (1619 – 1666), син на маркграф Христиан фон Бранденбург-Байройт и херцогиня Мария от Прусия. Тя е втората му съпруга. Те имат един син:
- Георг Албрехт фон Бранденбург-Кулмбах (* 27 ноември 1666; † 14 януари 1703), женен (морганатичен брак) в Алт Кинсберг, Бохемия на 7 май 1699 г. за Регина Магдалена Лутц (* 22 април 1678; † 27 октомври 1755).

Нейният съпруг умира на 27 септември 1666 г. и е наследен от син му от първия брак Христиан Хайнрих.